# Мариновка (Казахстан)
Мари́новка (каз. Мариновка) — село у складі Атбасарського району Акмолинської області Казахстану. Адміністративний центр Мариновського сільського округу.

## Населення
Населення — 1564 особи (2021; 3024 у 2009, 3778 у 1999, 4615 у 1989).
Національний склад станом на 1989 рік:
- росіяни — 41 %;
- казахи — 25 %.

## Історія
Село було засноване 1879 року як Маріїнське.
У період 1973-1988 року було центром Мариновського району.